# Sylvan Muldoon
Sylvan Muldoon (18 de febrero de 1903 – 15 de octubre de 1969) fue un esoterista estadounidense que promovió el concepto de proyección astral. Según Muldoon la proyección astral es una experiencia extracorporal que supone la existencia de un cuerpo astral, separado del cuerpo físico, y que es capaz de viajar fuera de él.

## Primeros años y experiencias
Muldoon nació en Darlington, Wisconsin, EE.UU. Fue el segundo hijo de Henry F. Muldoon y Mattie Muldoon (de soltera Harvey). Sus hermanos fueron Harry Harvey Muldoon, Frank Lyman Muldoon y Lynn Muldoon.
En 1915, cuando tenía 12 años, Muldoon dijo haber experimentado su primera experiencia extracorporal mientras estaba en un campamento espiritualista con su madre en Clinton (Iowa). Dicha experiencia le hizo creer a Muldoon que había muerto.
En 1927, Muldoon, como precursor en el campo de la experiencia extracorporal, estuvo colaborando con Hereward Carrington, conocido autor e investigador de fenómenos psíquicos, escribiendo conjuntamente tres libros sobre la experiencia extracorporal, siendo la más popular de sus colaboraciones el libro de 1951 Los fenómenos de la proyección astral. 

## Muerte
Muldoon murió en 1969 y fue enterrado en el cementerio Union Grove, Darlington, Wisconsin.